# Надежкинское сельское поселение
Наде́жкинское се́льское поселе́ние — муниципальное образование в Ермишинском районе Рязанской области.
Административный центр — село Надежка.

## Население
| 2004 | 2010 | 2011 | 2012 | 2013 | 2014 | 2015 | 2016 | 2017 |
| ---- | ---- | ---- | ---- | ---- | ---- | ---- | ---- | ---- |
| 1136 | ↘924 | ↗970 | ↘909 | ↘890 | ↘859 | ↘831 | ↘808 | ↘798 |
| 2018 | 2019 | 2020 | 2021 | 2023 |      |      |      |      |
| ↘789 | ↘753 | ↗761 | ↗774 | ↘739 |      |      |      |      |

## Населённые пункты
В состав сельского поселения входят 17 населённых пунктов
- Акаево (деревня) — 12[1]
- Алехино (деревня) — 11[1]
- Бедишево (деревня) — 31[1]
- Высокое (деревня) — 5[1]
- Иванково (деревня) — 84[1]
- Кафтейка (село) — 67[1]
- Кулаково (деревня) — 0[1]
- Липлейка (деревня) — 2[1]
- Малахово (деревня) — 49[1]
- Надеждино (деревня) — 0[1]
- Надежка (село, административный центр) — 406[1]
- Николаевка (деревня) — 14[1]
- Петино-Глинково (деревня) — 1[1]
- Прундас (деревня) — 0[1]
- Рязанка (деревня) — 0[1]
- Сергеевка (деревня) — 0[1]
- Турмадеево (село) — 92[1]